# Acide cérotique
L'acide cérotique ou acide hexacosanoïque (nom systématique) est un acide gras saturé à très longue chaîne (C26:0) de formule chimique CH3–(CH2)24–COOH. On le trouve essentiellement dans la cire d'abeille (Cera, cire en latin).

## Occurrence
L'acide cérotique est présent avec l'acide mélissique sous la forme de « cérine » dans la cire d'abeille dont il représente 14 à 15 %. Il y est présent aux côtés de nombreux esters d'acides à longue chaîne et d'alcools libres. Il est également présent dans la cire de carnauba, la cire de Montan et dans le suint.

## Propriétés physico-chimiques
L'acide cérotique  est une poudre cristalline blanche à beige avec un point de fusion de 87 à 89 °C. Il est pratiquement insoluble dans l'eau.